# MTV Polska
MTV Polska ist die polnische Version des Musiksenders MTV. Der Sender ging am 7. Juli 2000 auf Sendung, womit er den Musiksender Atomic TV ablöste. Sitz des Senders ist in Warschau. Schwestersender sind VIVA Polska, VH1 Polska und Nickelodeon Polska. Neben Musikvideos sendet MTV Polska hauptsächlich, Realityshows, Filme und Dokumentarfilme.

## Empfang
Der Sender ist in Polen über Satellit bei den Anbietern n, Cyfra+ und Cyfrowy Polsat, sowie über Kabel bei Vectra und UPC Polska empfangbar.

## Sender die durch MTV Polska ausgestrahlt werden
- MTV Polska
- MTV Live
- MTV Europe
- MTV Hits
- MTV Dance
- MTV 80s
- MTV 90s
- Comedy Central Polska
- Comedy Central Family
- Nickelodeon Polska
- Nick Jr. Polska

### Eingestellt
- MTV Classic Polska
- MTV Music Polska
- MTV Rocks

## Sendungen

### Aktuell
| Musiksendungen: - Behind the Music - Don’t Kill the Music - Kesha: My Crazy Beautiful Life - MTV Europe Music Awards - MTV Push - MTV Unplugged - MTV World Stage - VH1 100 Sexiest Artists | Serien und Realityprogramme: - Brzydkie kaczątka (Plain Jane) - Catfish: The TV Show - Cribs - Ekipa z Cardiff (The Valleys) - Ekipa z Newcastle (Geordie Shore) - Ekipa z New Jersey (Jersey Shore) - Inna (Awkward) - Jackass - Kodeks faceta (Guy Code) - Nastoletnie matki (Teen Mom) - Niemożliwe! (Ridiculousness) - Operacja: Stylówa - Pimp My Ride - Pranked - Scandalicious - Snooki i JWoww (Snooki & JWoww) - Strefa "P" (Friendzone) - Światowe Supersłodkie urodziny (My Supersweet Worldclass) - The L.A. Complex - Toksyczny chłopak (Is She Really Going Out with Him?) - Washington Heights |

### Ehemalig
Musiksendungen:
| - 20 Klubowych - 3 z 1 - Alarm MTV - Alt MTV - Audiomix - Bazar MTV - Base Lista - Best of R&B 2006 - Bezsenność z MTV - Budzik MTV - Chillout Zone - Clip Me - Data Videos - Disco 2000 - Europe Top 20 - Extrrrra 10 + 1 - Dzika Szafa Grająca - Hitlist UK - Hity Bez Kitu - Isle of MTV - Klip tygodnia - Love Mix - Lunchbox - Mastermix | - MTV Base - MTV Brand New - MTV Breakfast Club - MTV Club - MTV Fresh - MTV Hot - MTV Icon - MTV Kofeina - MTV Kontra - MTV Maxxx Hits - MTV Rockuje - MTV Select - MTV Live - MTV Total - Music Mix - Music Non Stop - Night Videos - Non Stop Hits - Nowości MTV - Number 1 Hits - Odliczanka - Papla Top 10 - Party Zone | - Pieprz - Player MTV - Polska Lista - Pop Shop - POP Up Video - Rap Pakamera - sFawolne MTV - SMS Top 10 - SMS Top 20 - Soul of MTV - Starter MTV - SuperRock - Top 5 Most Wanted - Top 7 at 7 - Top 10 @ 10 - Top 15 - Total Request Live - Tramwajówka - US Top 10 - Weekend z... - W łóżku z MTV - Yo! Lista - Yo! MTV Raps |

Serien und Realityprogramme:
| - 52. Nowe oblicze iluzji - Beavis i Butt-head (Beavis and Butt-Head) - Bestsellery - OLiS - Big Time Rush - Chcę mieć znaną twarz (Becoming) - Celebrity Deathmatch - Co ty na to, tato? (Parental Control) - Daleko od domu (South of Nowhere) - Daria - Date My Mom - Dismissed - Dolina Nieumarłych (Death Valley) - Futurama - Gdy miałem 17 lat (When I Was 17) - Happy Tree Friends - Klasa MTV - Króliczki Playboya (The Girls of the Playboy Mansion) - iCarly - Koszmar minionej randki (Disaster Date) - Koty obiboki (Slacker Cats) - Licealne Ciąże (16 and Pregnant) - Made (MTV Made) - Making the Band - Making the Video - Marzenia Chelsea (Chelsea Settles) - Moje Supersłodkie urodziny (My Super Sweet 16) - MTV at the Movies - MTV Movie Awards - MTV News - MTV Video Music Awards - Multikino Top 10 - Niskozatrudnieni (Underemployed) - Ostre cięcie (Smash Cuts) - Państwo bardzo młodzi (Young & Married) - Penetratorzy (Room Raiders) - Pięść Mistrza Zen (Fist of Zen) | - Pimp My Ride: By Coca-Cola Zero - Pogromcy nadwagi (I Used to Be Fat) - Pogromcy rekordów - Projekt: Pauly D (The Pauly D Projekt) - Przerysowani (Drawn Together) - Przystanek Kanion (Crash Canyon) - Popland (Popland!) - Punk’d - Road Rules - Rodzina Osbourne’ów (The Osbournes) - Ryki z bryki - Sezon miłości (Peak Season) - South Park - Synowie rzeźnika (Sons of Butcher) - Szał ciał - Średniaki (The Inbetweeners) - Tajemnica Amy (The Secret Life of the American Teenager) - The Imp - The Real World - True Life - Udręki młodego Bergera (The Hard Times of RJ Berger) - W klatce (Bully Beatdown) - W rytmie MTV - W sercu Hollywood (Hollywood Heights) - WakeBrothers - Wanna Come In? - Wcześnie zaręczeni (Engaged & Underage) - Włatcy Móch - Wojownicy Ninja - Zakład - Zakochaj się w Tili Tequili (A Shot at Love with Tila Tequila) - Zerwij z Shannen Doherty (Breaking Up with Shannen Doherty) - Życie według Liz (My life as Liz) |